# Every Little Thing (canción)
«Every Little Thing» –en español: «Cada cosita»– es una canción del grupo británico The Beatles de su álbum británico de 1964 Beatles for Sale. En los Estados Unidos, fue la última pista de Beatles VI, la canción fue escrita por Paul McCartney y acreditada a Lennon/McCartney. 

## Composición
McCartney escribió la canción en una sala de música en la casa de Jane Asher, donde vivía en ese momento. Había esperanzas de que sería lanzada como sencillo, pero "no tenía en absoluto lo que era necesario", en su lugar, fue lanzada en Beatles for Sale.
Era un poco inusual para el dúo Lennon-McCartney que el cantante no fuera el compositor principal. En la canción McCartney canta la armonía y John Lennon es la voz principal aunque se puede escuchar a McCartney en el estribillo.

## Grabación
La versión lanzada fue grabada en 4 tomas en los Estudios EMI, el 29 de septiembre de 1964, y luego otras cinco el 30 de septiembre. The Beatles se estaban divirtiendo en la segunda noche, la toma seis se detuvo debido a que McCartney eructó, y la toma siete se terminó, pero terminó en una carcajada. Es una de las primeras, y pocas, canciones de The Beatles en la que se utiliza un instrumento inusual en las canciones de rock and roll: Ringo Starr toca los timbales en la pista para añadir un puntualizado a los estribillos. Esto apareció por primera vez en la novena toma, junto con una intro de guitarra y la pieza de piano.

## Personal
- John Lennon - voz, guitarra solista de 12 cuerdas (Rickenbacker 325/12c64).
- Paul McCartney - armonía vocal, bajo (Höfner 500/1 63') y piano (Steinway Vertegrand Upright Piano).
- George Harrison - guitarra acústica
- Ringo Starr - batería (Ludwig Super Classic) y timbales sinfónicos.
- George Martin - productor
- Norman Smith - ingeniero

Personal por Ian MacDonald.